# Methana
Methana (in greco Μέθανα?) è un ex comune della Grecia nella periferia dell'Attica (unità periferica del Pireo) con 2 057 abitanti secondo i dati del censimento 2001.
È stato soppresso a seguito della riforma amministrativa, detta Programma Callicrate, in vigore dal gennaio 2011 ed è ora compreso nel comune di Troizinia.
Methana è situato su una penisola vulcanica (vulcano Methana) collegata al Peloponneso. Amministrativamente appartiene alla periferia dell'Attica. La città (1 148 abitanti nel 2001) si trova a nord della strada che collega con il resto del Peloponneso e Galatas. Il punto più alto è a 740 metri (Monte Helona). L'unità comunale ha una superficie di 50161 km² e una popolazione di 1 657 abitanti al secondo il censimento del 2011. I maggiori villaggi, oltre alla città di Methana, sono Vathy (129 abitanti), Megalochóri (115 abitanti), Kounoupitsa (75 abitanti), Kypseli (47 abitanti), Ágioi Theodoroi (45 abitanti), e Dritsaíika (205 abitanti).

## Geologia
La penisola è interamente di origine vulcanica e contiene più di 30 crateri vulcanici. L'ultima eruzione vulcanica è avvenuta nei pressi dell'odierna Kameni Chora nel 230 a.C., registrata da grandi scrittori come Ovidio, Strabone e Pausania. Mentre nel 1700 ci fu l'eruzione di un vulcano sottomarino.
La penisola è la più nord-occidentale dell'arco di isole del Mar Egeo di cui le aree vulcaniche attive sono Methana, Milo, Santorini e Nisiro. In futuro Methana (e l'area del golfo Saronico) possono aspettarsi altre eruzioni vulcaniche.

## Geografia fisica
Gran parte della penisola è montuosa e ricca di foreste e pascoli. La catena montuosa copre la parte centrale della penisola ed ha una piccola cresta a nord. La zona residenziale è sul mare.

## Storia
Il più antico insediamento (vicino al villaggio di Vathi) è stato datato tra il 1500 a.C. e il 1300 a.C.
Molti siti antichi sono stati identificati attraverso l'indagine archeologica condotta nel 1980 dall'Università di Liverpool, in collaborazione con la British School di Atene. L'Acropoli di Palaiokastro si trova vicino alla città di Vathi. 
Un insediamento miceneo fu scavato da Helena Konstolakis-Jiannopoulou nel 1990 insieme con la cappella di Aghios Konstantinos ed Elenis. Numerosi reperti sono conservati nei musei dell'isola di Poros e del Pireo. 
Durante la guerra del Peloponneso un esercito ateniese al comando di Nicia fortificò il luogo dopo aver sconfitto Corinto (425 a.C.) e fu devoluta agli Spartani secondo le condizioni della pace di Nicia (421 a.C.). 
Nel periodo ellenistico la penisola fu uno dei capisaldi nel Mare Egeo di Tolomeo I, quando fu rinominata Arsinoe. 
Tradizionalmente gli abitanti di Methana erano chiamati Arvaniti.